# Ron Boudrie
Ronald „Ron” Hermannes Boudrie  (ur. 6 kwietnia 1960 w Hadze) – holenderski siatkarz, medalista igrzysk olimpijskich.

## Życiorys
Boudrie wystąpił na igrzyskach olimpijskich 1988 w Seulu. Zagrał wówczas w trzech z pięciu meczów fazy grupowej i w meczach o miejsca od 5. do 8. Holendrzy zajęli 5. miejsce w turnieju. W 1990 Był w składzie reprezentacji Holandii, która zajęła 7. miejsce podczas mistrzostw świata w Brazylii. W 1992 ponownie zagrał na igrzyskach olimpijskich, w Barcelonie. Wystąpił we wszystkich meczach, z wyjątkiem jednego w fazie grupowej, w tym w przegranym finale z Brazylią.
Grał w klubie Martinus Amstelveen.